# Municipio de Mine La Motte
El municipio de Mine La Motte (en inglés: Mine La Motte Township) es un municipio ubicado en el condado de Madison en el estado estadounidense de Misuri. En el año 2010 tenía una población de 843 habitantes y una densidad poblacional de 14,96 personas por km².

## Geografía
El municipio de Mine La Motte se encuentra ubicado en las coordenadas 37°37′1″N 90°17′7″O / 37.61694, -90.28528. Según la Oficina del Censo de los Estados Unidos, el municipio tiene una superficie total de 56.35 km², de la cual 55,15 km² corresponden a tierra firme y (2,12 %) 1,2 km² es agua.

## Demografía
Según el censo de 2010, había 843 personas residiendo en el municipio de Mine La Motte. La densidad de población era de 14,96 hab./km². De los 843 habitantes, el municipio de Mine La Motte estaba compuesto por el 98,46 % blancos, el 0,47 % eran amerindios, el 0,12 % eran asiáticos, el 0,71 % eran de otras razas y el 0,24 % eran de una mezcla de razas. Del total de la población el 1,42 % eran hispanos o latinos de cualquier raza.